# Иоганн IV (герцог Саксен-Лауэнбурга)
Иоганн IV (XIV век — 1414) — сын герцога Эрих IV Саксен-Лауэнбургского; герцог Саксен-Лауэнбурга в 1401—1412 годах, соправитель отца и старшего брата Эриха V.

## Биография
Когда Эрих III Саксен-Бергедорф-Мёльнский умер в 1401 году, отец Иоганна, Эрих IV, унаследовал часть герцогства покойного. Однако большинство территорий были недоступны, поскольку Эрих III заложил их городу Любек в 1370 году.
Эрих III уполномочил Любек владеть этими территориями после его смерти до тех пор, пока его наследники не выкупят их за в общей сложности 26 тысяч любекских марок. В 1401 году Эрих IV при поддержке своих сыновей Эриха V и Иоганна IV силой захватил заложенные территории без какой-либо выплаты, и Любеку пришлось уступить.
У Иоганна были долги бюргерам Гамбурга. Во время его визита в сенат Гамбурга (правительство города) его кредитор Хейн Брандес предъявил претензию неплатежеспособному герцогу оскорбительным для Иоганна образом, на что последний пожаловался сенату. Сенат вызвал Брандеса, который признал претензию, и арестовал его. Это вызвало недовольство жителей Гамбурга, и они избрали из каждого из четырёх тогдашних приходов по 12 представителей, Совет сорока восьми, которые в день Святого Лаврентия (10 августа) лишили сенат привилегии арестовывать кого бы то ни было без предварительного судебного разбирательства. В 1687 году расширенный Совет шестидесяти превратился в первое постоянное представительство граждан Гамбурга, ядро Гамбургского парламента.
Его брат Эрих V сместил Иоганна IV после того, как их отец Эрих IV умер в 1412 году. Иоганн IV умер в 1414 году не оставив наследника.